# UTC−3
UTC (–3) é a diferença de fuso horário que subtrai três horas do Tempo Universal Coordenado (UTC), isto é, a hora local padrão (e de verão para regiões que adotam UTC (−4) como padrão e aderem ao horário de verão).

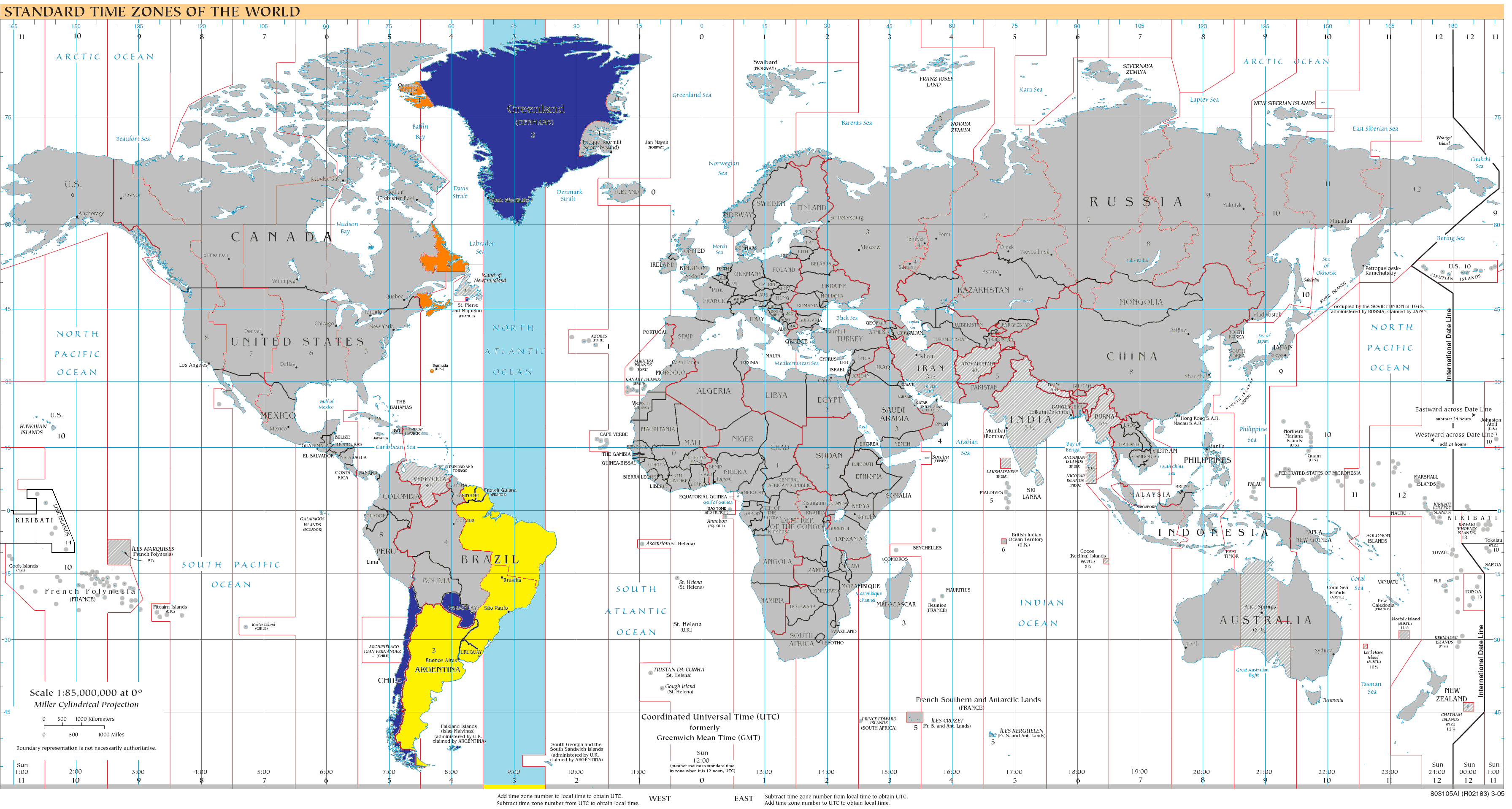
Mapa de 2008 contendo as variações de tempo de acordo com a longitude, com a UTC-3:00 em destaque

Longitude ao meio: 15°46'48 O

## Tempo padrão

### O ano todo
- Antártica
  - Terra de Graham
- Argentina
- Brasil
  -  Alagoas
  -  Amapá
  -  Bahia
  -  Ceará
  -  Distrito Federal
  -  Espírito Santo[nota 1]
  -  Goiás
  -  Maranhão
  -  Minas Gerais
  -  Pará
  -  Paraíba
  -  Paraná
  -  Pernambuco[nota 2]
  -  Piauí
  -  Rio de Janeiro
  -  Rio Grande do Norte[nota 3]
  -  Rio Grande do Sul
  -  Santa Catarina
  -  São Paulo
  -  Sergipe
  -  Tocantins
- Chile
  - Região de Magalhães[1][2]
- França
  -  Guiana Francesa[3]
- Paraguai[4]
- Reino Unido
  -  Ilhas Malvinas[5][6]
- Suriname
- Uruguai[7]

### Tempo padrão no inverno do hemisfério norte
- França
  - São Pedro e Miquelão (do primeiro domingo de novembro, ao segundo domingo de março)[8][9]
- Groenlândia
  - A maior parte da ilha (incluindo as costas sul, oeste e noroeste), abrangendo Qaanaaq: Do último domingo de outubro, ao último domingo de março.[10]

## Horário de verão

### No hemisfério norte
- Canadá (do segundo domingo de março, ao primeiro domingo de novembro)[11]
  -  Ilha do Príncipe Eduardo
  -  Nova Brunsvique
  -  Nova Escócia
  -  Terra Nova e Labrador
- Dinamarca
  -  Groenlândia
    - Aeroporto de Thule (do segundo domingo de março, ao primeiro domingo de novembro)[12]
- Reino Unido
  -  Bermudas (do segundo domingo de março, ao primeiro domingo de novembro)[13]

### No hemisfério sul
- Chile (Do primeiro domingo de setembro, ao primeiro domingo de abril)[14]
  - Chile continental (Exceto as regiões de Aisén e Magalhães)[1][2]